# 王官遗址
王官遗址位于中国山东省章丘市刁镇王官村南，总面积约30万平方米，为一处跨北辛文化、大汶口文化、龙山文化、岳石文化、西周、春秋和战国多个时期的遗址，遗存以北辛文化晚期至大汶口文化早期为主，尤其对于北辛文化鲁北类型的确立具有重要意义。其中出土了类形丰富的陶器，反映出这一时期农业、饲养业、手工业和陶器制造业的进步。